# Microtegeus cornutus
Microtegeus cornutus är en kvalsterart som beskrevs av Balogh 1970. Microtegeus cornutus ingår i släktet Microtegeus och familjen Microtegeidae. Inga underarter finns listade i Catalogue of Life.